# 済州平和研究院
済州平和研究院（チェジュへいわけんきゅういん、英称：Jeju Peace Institute, JPI）は、大韓民国済州特別自治道西帰浦市に所在するシンクタンクである。

## 概要
当研究院は「世界平和の島」事業の一環で、大韓民国の外交部および済州特別自治道の出捐基金によって設立された非営利団体の研究所である。東アジア地域協力体のビジョンと実践の中心であり、東アジアの平和と繁栄を実現するための拠点化事業の中心となるべく設立された。

## 背景
済州島に国際協力に関する研究所を設立し、独自の研究や学術交流の活動を行うことにより、韓半島と東アジア地域における平和の定着と世界平和に寄与することを目的に掲げ、2006年に設置された。法的根拠は「済州特別自治道の設置および国際自由都市造成のための特別法第155条」である。

## 目的
軍事力だけでは周辺国との信頼を得ると同時に、北朝鮮の体制に変化をもたらし、非核化を達成するという目標の達成は難しい。したがって、協力と対話による平和の可能性を模索し、その研究結果を広めるために努力すること、そして平和を実現するための新しいパラダイムを伝播することを中心課題として設定している。
- 東アジア諸国における安保協力研究の「拠点」という役割
- 研究と政策を結ぶ「架け橋」という役割

## 成果
2013年、アブダビ（Abu Dhabi）所在のエミレーツ戦略研究調査センター（Emirates Centre for Strategic Studies and Research：ECSSR）は、当研究院を世界で10番目に重要な研究所（アラブ圏を除く）に選んだ。 さらに2014年には、韓国経済誌の「韓経ビジネス」のシンクタンク調査で10位にランクインした。毎年5月に開催される「平和と繁栄のためのフォーラム」を主管している。

## 組織構成

### 研究室
- 平和協力研究部
- 紛争解決研究部
- 地域統合研究部
- 研究支援室

## 出版物
毎年「JPI政策フォーラム」と「JPI PeaceNet」というオンライン上の原稿を編集して単行本化している。
- JPI PeaceNet：東アジアの平和と協力のための対話
- JPI政策フォーラム：東アジアの平和と協力のための構想
- 東アジアにおける多国間協力の制度化に関する研究